# Urbach (Badenia-Wirtembergia)
Urbach – miejscowość i gmina w Niemczech, w kraju związkowym Badenia-Wirtembergia, w rejencji Stuttgart, w regionie Stuttgart, w powiecie Rems-Murr, wchodzi w skład związku gmin Plüderhausen-Urbach. Leży nad rzeką Rems, ok. 20 km na wschód od Waiblingen, przy drodze krajowej B29 i linii kolejowej Stuttgart–Aalen.